# Strada europea E136
La strada europea E136  è una strada di classe B, lunga 223 km, il cui percorso si trova completamente in territorio norvegese e dalla designazione con l'ultimo numero pari si può evincere che il suo sviluppo è in direzione ovest-est.
Collega la città di Ålesund con la città di Dombås.